# Dianella dentata
Dianella dentata är en grästrädsväxtart som beskrevs av Jakob Schlittler. Dianella dentata ingår i släktet Dianella och familjen grästrädsväxter. Inga underarter finns listade i Catalogue of Life.